# Stenanthemum radiatum
Stenanthemum radiatum är en brakvedsväxtart som beskrevs av Barbara Lynette Rye. Stenanthemum radiatum ingår i släktet Stenanthemum och familjen brakvedsväxter. Inga underarter finns listade i Catalogue of Life.